# Brumptomyia beaupertuyi
Brumptomyia beaupertuyi är en tvåvingeart som först beskrevs av Ortíz I. 1954.  Brumptomyia beaupertuyi ingår i släktet Brumptomyia och familjen fjärilsmyggor. Inga underarter finns listade i Catalogue of Life.